# Anor
Anor ist eine französische Gemeinde mit 3.152 Einwohnern (Stand 1. Januar 2022) im Département Nord in der Region Hauts-de-France.

## Geografie
Anor ist die südlichste Gemeinde des Départements Nord. Sie liegt an der Grenze zu Belgien und zum Département Aisne. Die Gemeinde liege an den äußersten östlichen Ausläufern der Ardennen, acht Kilometer nördlich von Hirson am Oberlauf der Oise, in die hier das gleichnamige Flüsschen Anor einmündet.

## Bevölkerungsentwicklung
| Jahr                       | 1962 | 1968 | 1975 | 1982 | 1990 | 1999 | 2009 | 2020 |
| Einwohner                  | 3794 | 3622 | 3373 | 3109 | 3099 | 3091 | 3242 | 3254 |
| Quellen: Cassini und INSEE |      |      |      |      |      |      |      |      |

## Sehenswürdigkeiten

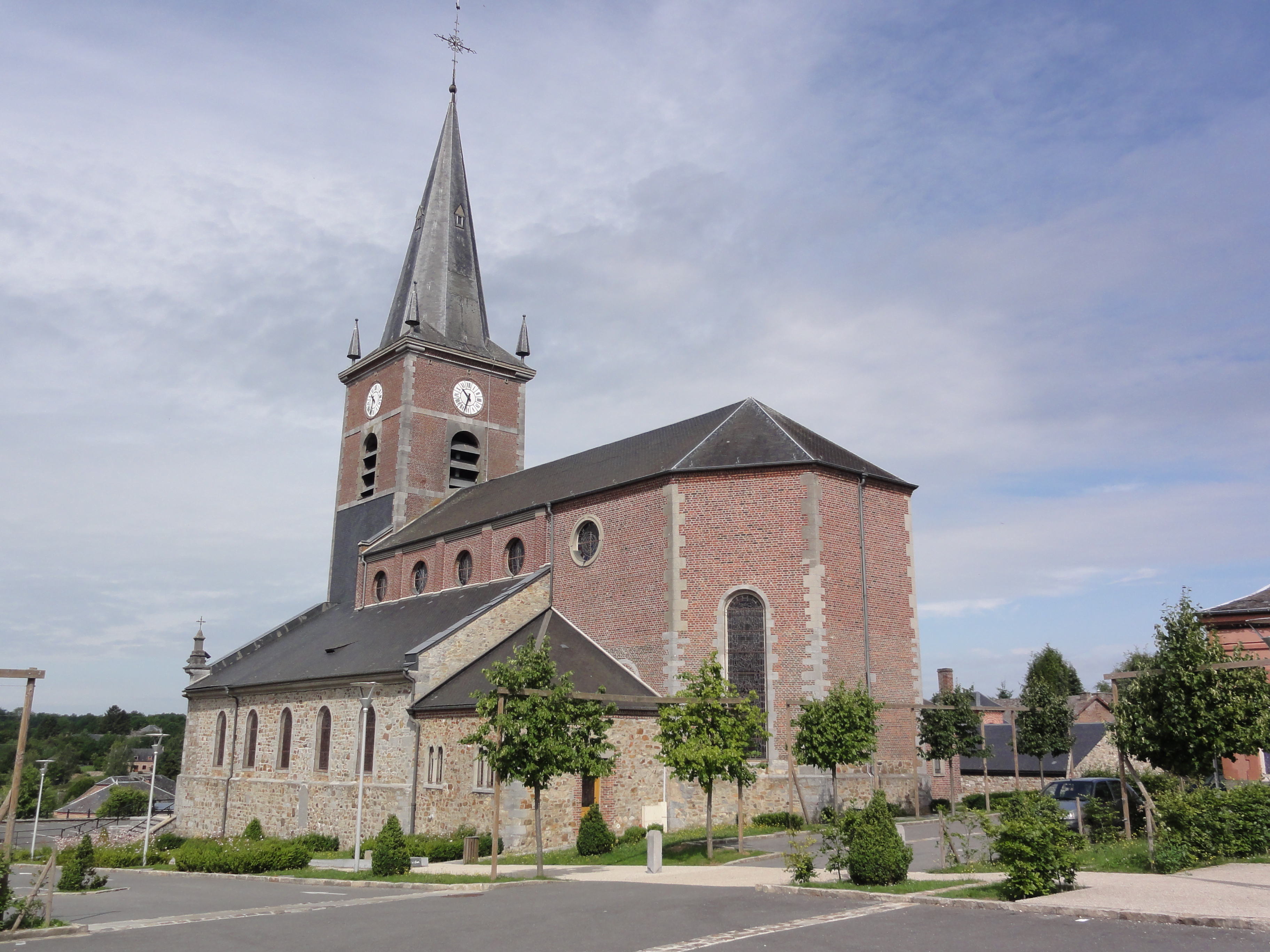
Kirche Saint-Nicolas
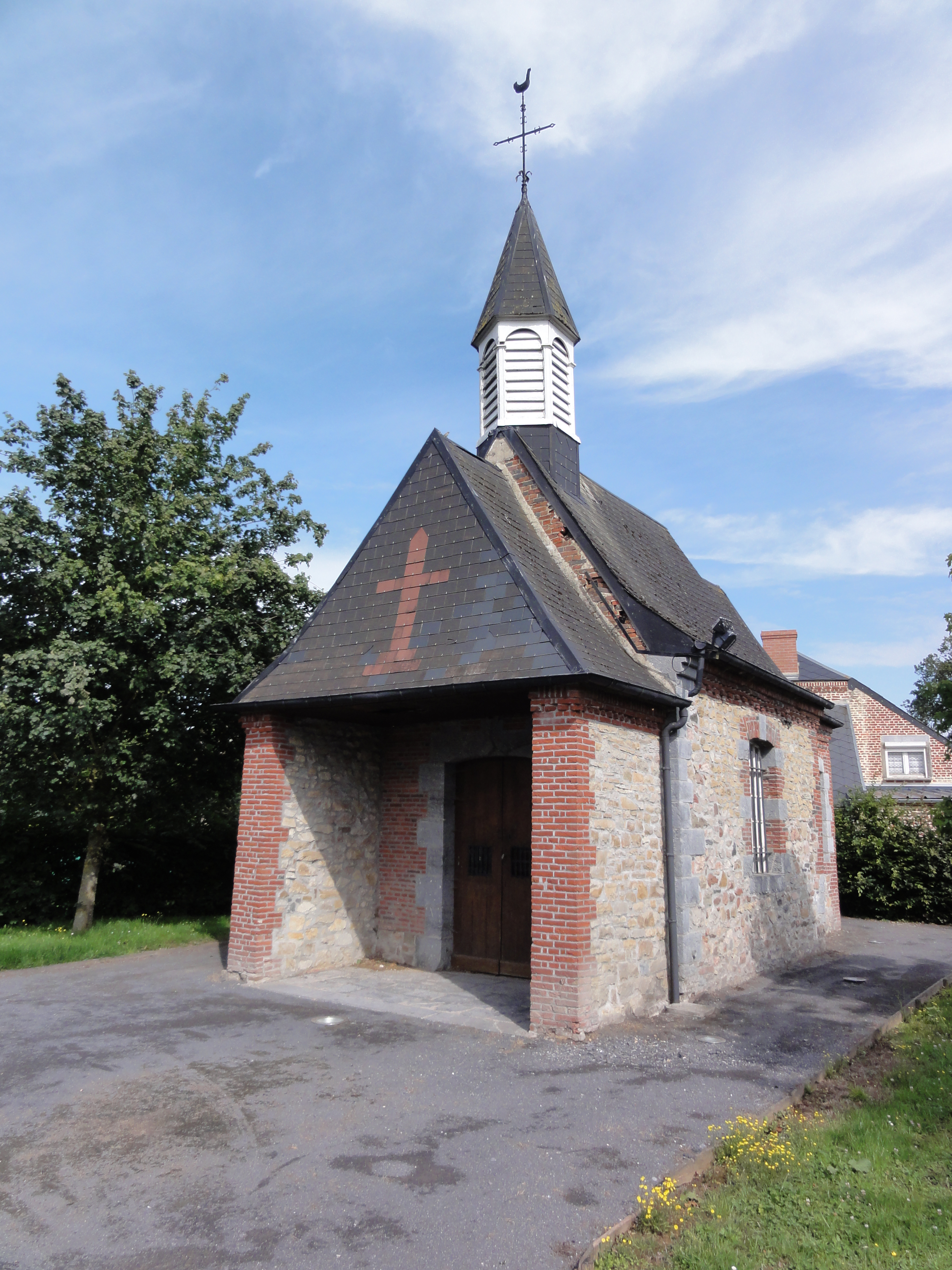
Kapelle Saint-Gorgon
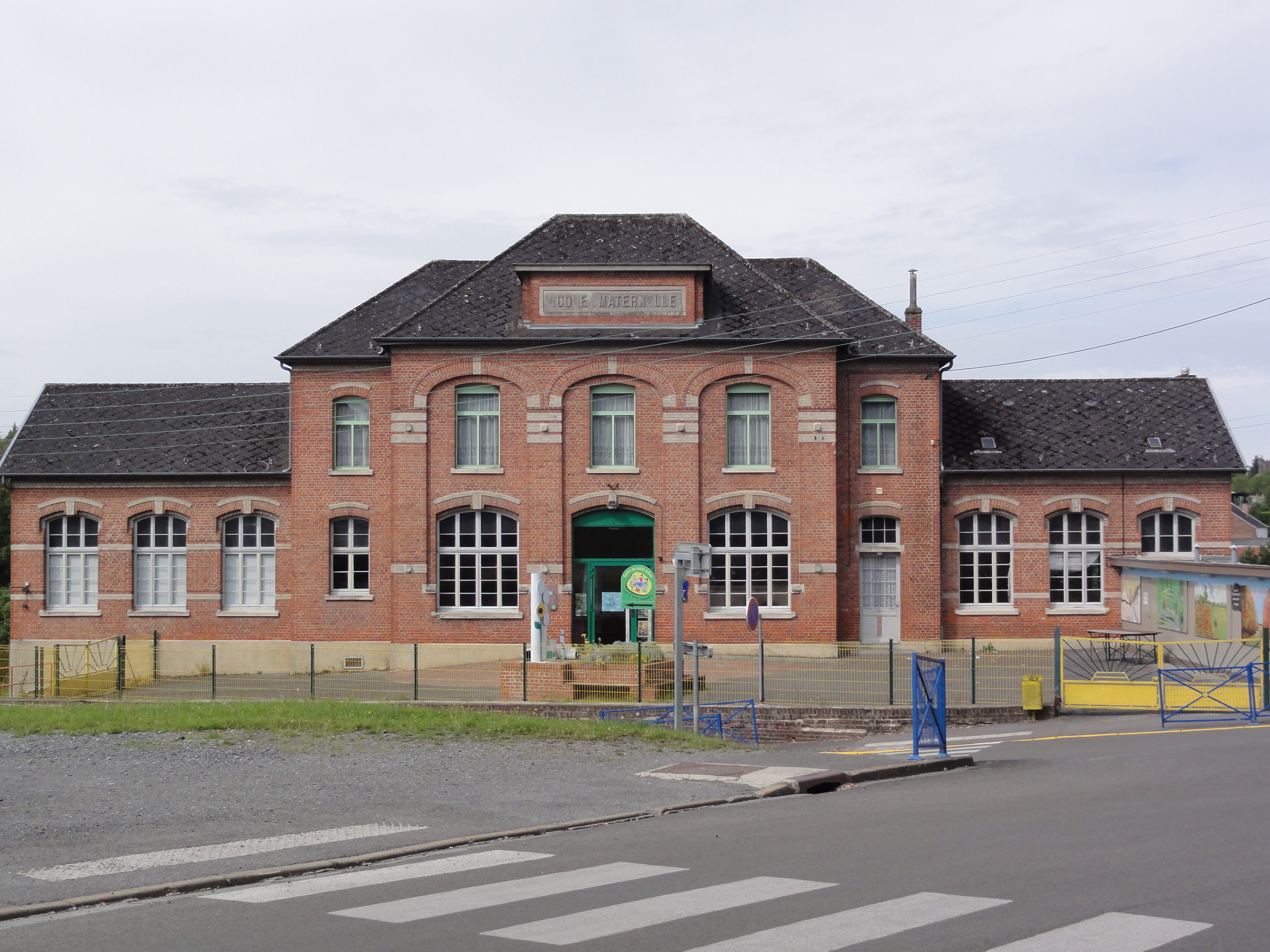
Vorschule (École maternelle)

- Kirche Saint-Nicolas
- Kapelle Saint-Gorgon
- Vorschule (École maternelle)

## Persönlichkeiten
- Aimé Bonna (1855–1930), Ingenieur und Unternehmer
- Albert Barthélémy (1906–1988), Radrennfahrer
- Jacques Ménager (1912–1998), Erzbischof von Reims, wurde in Anor geboren.

## Gemeindepartnerschaften
- Aken (Elbe) in Sachsen-Anhalt
- Gizalki in der Wojewodschaft Großpolen (Polen)
- Momignies in Wallonien (Belgien)
- Příbram in Mittelböhmen (Tschechien)